# Mike McQuay
Michael Dennis McQuay (* 3. Juni 1949 in Baltimore, Maryland; † 25. Mai 1995 in Oklahoma City, Oklahoma) war ein US-amerikanischer Science-Fiction-Autor.

## Leben
Michael Dennis McQuay wurde 1949 in Baltimore im US-Bundesstaat Maryland geboren. Nach dem Besuch der Grammar School in Baltimore und der McGuiness High School in Oklahoma City studierte er 1967 bis 1970 an der University of Dallas. McQuay arbeitete in den 1970er Jahren unter anderem als Musiker, Flugzeugarbeiter in Asien, als Bankkaufmann oder als Fabrikarbeiter. Ab 1980 war er Artist-in-residence an der University of Central Oklahoma in Edmond.
Sein erster Roman Life-Keeper erschien in den Vereinigten Staaten 1980. Sein zweites Buch war 1981 Escape from New York, die Romanfassung von John Carpenters Kinofilm Die Klapperschlange.
Zu seinen Science-Fiction-Roman-Serien gehören Mathew Swain, Ramon and Morgan, Executioner und SuperBolan. Die Book of Justice-Reihe schrieb er unter dem Pseudonym Jack Arnett. Mike McQuay schrieb auch den zweiten der Isaac Asimov-Robot-City-Romane. Sein Roman Memories wurde 1988 für den Philip K. Dick Award nominiert.
In den 1990er Jahren arbeitete er mit dem britischen Schriftsteller Arthur C. Clarke und war Koautor des Romans Richter 10.
McQuay verstarb am 25. Mai 1995 im Alter von nur 45 Jahren an einem Herzinfarkt.
Mike McQuay war zweimal verheiratet, von 1968 bis 1981 mit Mary McQuay und von 1982 bis zu seinem Tod mit Sandy McQuay. Aus der Ehe entstammen ein Sohn und zwei Töchter.

## Bibliografie

### Serien
Die Serien sind nach dem Erscheinungsjahr des ersten Teils geordnet.
Mathew Swain
- Hot Time in Old Town (1981)
- When Trouble Beckons (1981)
- The Deadliest Show in Town (1982)
- The Odds Are Murder (1983)

Tom Swift (Jugend-SF, als Victor Appleton)
- 8 Crater of Mystery (1983)
- 11 Planet of Nightmares (1984)

Ramon and Morgan
- Pure Blood (1985)
- Mother Earth (1985)

Executioner
- 96 Death Has a Name (1986)
- 99 Code of Dishonor (1987)
- 107 American Nightmare (1987)
- 116 Killing Urge (1988)

Mack Bolan
- 10 Fire in the Sky (1988)
- 49 Tooth and Claw (1996)
- 52 Day of the Vulture (1997)

### Einzelromane
- Lifekeeper (1980)
- Escape from New York (1981)
- Deutsch: Flucht aus New York. Übersetzt von Barbara Heidkamp. Bastei Lübbe #71009, 1982, ISBN 3-404-71009-6. Neuauflage als: Die Klapperschlange. Bastei-Lübbe-Taschenbuch #13297, 1991, ISBN 3-404-13297-1.
- Cradle to Grave (1983, als Susan Claudia)
- Jitterbug (1984)
- My Science Project (1985)
- The M.I.A. Ransom (1986)
- Memories (1987)
- Isaac Asimov's Robot City 2: Suspicion (1987)
  - Deutsch: Isaac Asimov's Robot City Bd. 2 : Der Verdacht. Übersetzt von Bernd Müller. Bastei-Lübbe-Taschenbuch #23083, 1988, ISBN 3-404-23083-3.
- Pixel (1988)
- The Nexus (1989)
- The Book of Justice #1: Genocide Express (1989, als Jack Arnett)
- Panama Dead (1990, als Jack Arnett)
- Puppetmaster (1991)
- State of Siege (1994)
- Richter 10 (1996, mit Arthur C. Clarke)
  - Deutsch: Stärke 10. Übersetzt von Kristiana Ruhl. Heyne, 1999, ISBN 3-453-15051-1.

### Kurzgeschichten
- Thoughts as Black as Night (1980)
- Inhumanity in Cell Block Four (1981)
- The Curator (1981)
- Re: Generations (1989)